# Æthelred (seigneur des Merciens)
Vous lisez un « bon article » labellisé en 2019.
Pour les articles homonymes, voir Æthelred.
Æthelred ou Ethelred (mort en 911) est le souverain de la Mercie du début des années 880 à sa mort.
D'origine inconnue, Æthelred arrive au pouvoir après la disparition de Ceolwulf II, le dernier roi de Mercie. Son autorité est limitée à la moitié occidentale du royaume, le reste ayant été conquis par les Vikings et formant une partie du Danelaw. Les sources ne s'accordent pas sur son titre : il est décrit comme un simple ealdorman, comme « seigneur des Merciens » ou même comme roi à part entière par les textes gallois et irlandais.
Æthelred reconnaît rapidement la suzeraineté du roi du Wessex Alfred le Grand, peut-être à la suite d'une invasion ratée du pays de Galles en 881. L'alliance entre les deux souverains anglo-saxons est scellée par le mariage d'Æthelred avec Æthelflæd, la fille d'Alfred. Cette union prend vraisemblablement place vers 886, au moment de la reconquête de Londres par Alfred, qui remet la ville, dépendance traditionnelle du royaume de Mercie, à son gendre.
Æthelred participe aux campagnes anglaises contre les Vikings entre 892 et 896 aux côtés de son beau-frère Édouard, le fils d'Alfred. Il s'illustre notamment en 893, lorsqu'une armée de Merciens, de Ouest-Saxons et de Gallois remporte sous sa direction la bataille de Buttington.
Certaines sources laissent entendre que sa santé décline dans les années 900 et que son épouse Æthelflæd prend en charge le gouvernement de la Mercie. À sa mort, en 911, elle lui succède comme « dame des Merciens ». Leur fille Ælfwynn règne brièvement sur la Mercie à la mort d'Æthelflæd, en 918, avant que son oncle Édouard, fils et successeur d'Alfred, ne la dépose pour annexer la Mercie.
Æthelred et Æthelflæd sont tous deux inhumés à Gloucester, dans le prieuré Saint-Oswald qu'ils ont fondé avant 900.

## Contexte

L'Angleterre en 878.

L'histoire de l'Angleterre au VIIIe siècle est celle de la domination du royaume de Mercie, qui occupe la région des Midlands mais dont l'influence s'étend sur toute l'Angleterre au sud du Humber. Cette suprématie connaît un coup d'arrêt après la victoire du roi du Wessex Ecgberht sur les Merciens à la bataille d'Ellendun, en 825. Le Wessex devient dès lors le principal royaume anglo-saxon. Burgred, qui devient roi de Mercie en 852, entretient de bonnes relations avec Æthelwulf, fils et successeur d'Ecgberht, dont il épouse la fille Æthelswith en 853. La même année, les troupes de son beau-père l'aident à rétablir l'hégémonie mercienne sur le pays de Galles.
En 865, les Vikings de la Grande Armée débarquent en Angleterre. Ils écrasent le royaumes de Northumbrie l'année suivante avant de s'emparer de Nottingham, en Mercie, où ils passent l'hiver 867-868. Burgred fait à nouveau appel aux Ouest-Saxons, menés par le roi Æthelred et son frère Alfred, mais ils ne parviennent pas à reprendre la ville et les Merciens se résignent finalement à acheter le départ des Vikings. Après avoir conquis l'Est-Anglie, ces derniers attaquent à nouveau la Mercie en 872. Deux ans plus tard, Burgred est chassé de son royaume et remplacé par Ceolwulf II. La Chronique anglo-saxonne le décrit comme un pantin des Vikings, mais il semble avoir été accepté comme roi par les Merciens, ainsi que par Alfred, qui est devenu roi du Wessex à la mort de son frère en 871.
En 877, les Vikings prennent directement le contrôle de la moitié orientale de la Mercie, ne laissant que l'Ouest du royaume à Ceolwulf, avant d'attaquer le Wessex. Alfred remporte une victoire décisive sur eux à la bataille d'Ethandun, en mai 878. La même année, le roi gallois Rhodri Mawr est tué en affrontant les Anglais, probablement menés par Ceolwulf qui cherche ainsi à rétablir l'autorité mercienne dans la région.

## Biographie

### Origines
L'ascendance d'Æthelred est inconnue. Il ne semble pas avoir été un parent proche de ses prédécesseurs immédiats, mais son nom suggère un lien possible avec des souverains merciens plus anciens. Il appartient peut-être à la famille de l'ealdorman mercien Æthelred Mucel, le beau-père d'Alfred le Grand. En effet, le fils d'Æthelred Mucel, Æthelwulf, est présent à la cour d'Æthelred au milieu des années 880.
Un dénommé Æthelred apparaît dans les listes de témoins de deux chartes à la fin des années 860, mais il est impossible de déterminer s'il s'agit du même, d'autant que son nom n'apparaît sur aucune des deux chartes qui subsistent pour le règne de Ceolwulf. D'après ces listes, les évêques et au moins deux ealdormen du règne de Ceolwulf restent présents dans l'entourage d'Æthelred, mais ce n'est le cas d'aucun de ses thegns.
Pour Ian Walker, Æthelred est un ealdorman dont la base se situe dans l'ancien royaume des Hwicce, autour de Gloucester, dans le sud-ouest de la Mercie. Alex Woolf propose qu'il soit le fils du roi Burgred et d'Æthelswith, la sœur d'Alfred le Grand. Cependant, cette hypothèse rendrait son mariage avec Æthelflæd contraire au droit canonique, puisque l'Église interdit à l'époque les mariages entre cousins germains.

### Arrivée au pouvoir et soumission à Alfred

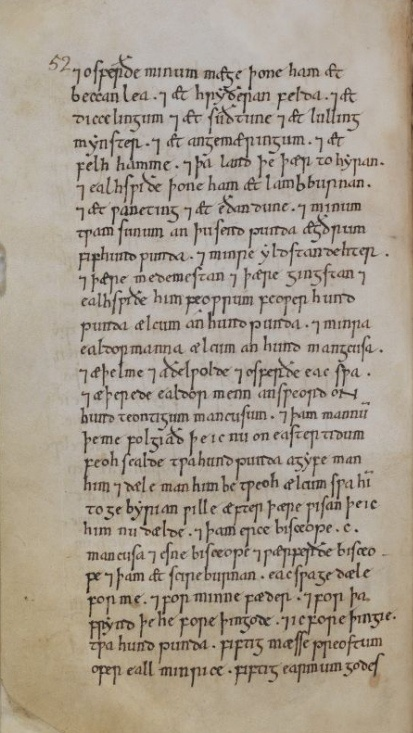
Une page du testament d'Alfred par lequel le roi lègue à lealdorman Æthelred, une épée d'une valeur de cent mancus.

Æthelred arrive au pouvoir à une date inconnue après 879, année de la dernière apparition de Ceolwulf II dans les sources. Selon l'historien Thomas Charles-Edwards, le « Edryd aux Longs cheveux » mentionné dans les sources galloises en 881 est presque certainement Æthelred. Cette année-là, « Edryd » est à la tête d'une armée mercienne qui est vaincue par le roi de Gwynedd Anarawd ap Rhodri à la bataille de la Conwy. Cette défaite marque le reflux des ambitions merciennes dans le nord du pays de Galles, mais l'autorité saxonne continue à s'exercer sur le Glywysing et le Gwent, dans le sud-est de la région. Le moine Asser affirme dans sa biographie d'Alfred que ces deux royaumes se réfugient sous la protection du Wessex en raison de la tyrannie dont fait preuve Æthelred à leur égard. Ce dernier reconnaît lui aussi la suzeraineté d'Alfred en 883 au plus tard. Pour Charles-Edwards, il se serait résigné à la domination ouest-saxonne après avoir tenté en vain de conserver son autorité sur les petits royaumes gallois du sud-ouest. Sa défaite à la Conwy aurait joué un rôle tout aussi important dans la formation d'un royaume d'Angleterre uni que la célèbre victoire d'Alfred sur les Vikings à Ethandun en 878.
La première trace de la suzeraineté d'Alfred sur Æthelred date de 883, lorsque le premier confirme une donation du second à l'abbaye de Berkeley, dans le Gloucestershire. Par la suite, ses donations sont le plus souvent confirmées par Alfred, mais il lui arrive également d'émettre des chartes où l'approbation du roi ouest-saxon ne figure pas, ainsi lors d'une assemblée à Risborough, dans le Buckinghamshire, en 884.
La suzeraineté du Wessex se traduit par l'extension à la Mercie du système de burhs (villes fortifiées) développé par Alfred. L'un des burhs merciens, Worcester, se développe ainsi sous l'égide commune d'Æthelred et de l'évêque Werferth. Les pans subsistants de l'enceinte romaine sont intégrés au nouveau système défensif et au cours des deux générations suivantes, la ville épiscopale accueille une population d'artisans diversifiée.

### Londres
En 886, Alfred prend possession de Londres, durement touchée par les attaques vikings. Asser rapporte qu'il restaure la ville et la rend habitable à nouveau avant de la remettre à Æthelred,,. Les circonstances qui entourent ces événements sont débattues par les historiens. Pour Frank Stenton, Alfred s'empare de la ville en chassant les Vikings et la confie à Æthelred parce qu'il s'agit historiquement d'une ville mercienne et qu'il respecte les coutumes des autres royaumes anglo-saxons. Marios Costambeys juge également que cette décision vise à maintenir un front commun anglais contre les Vikings. Alfred Smyth suggère que le récit de la Chronique anglo-saxonne est biaisé en faveur d'Alfred, et que la ville de Londres revient à Æthelred parce que ce dernier a joué un plus grand rôle dans sa reconquête, un fait que le chroniqueur ouest-saxon aurait pris soin de taire. Certaines versions de la Chronique indiquent qu'Alfred assiège Londres en 883. D'après Simon Keynes, il aurait reconquis la ville à ce moment-là et les événements de 886 correspondraient en réalité au relèvement des défenses de la ville à la suite de raids vikings dans la région l'année précédente.
La Londres anglo-saxonne, Lundenwic, est située à un kilomètre et demi à l'ouest de l'ancienne cité romaine de Londinium, mais elle ne dispose d'aucune défense. C'est à l'intérieur de l'enceinte romaine que la ville est restaurée, notamment autour de Queenhithe sur la Tamise, une zone appelée à l'époque Aeðereshyð, « le quai d'Æthelred ». Le souverain mercien œuvre à la restauration de la ville en y concédant des terres (avec l'accord d'Alfred) à l'évêque de Worcester Werferth en 889, puis à l'archevêque de Cantorbéry Plegmund en 899. Ces deux hommes d'église bénéficient également des droits de douane sur les marchés établis le long du fleuve, comme Æthelred et les autres alliés d'Alfred.

### Mariage
Après la restauration de Londres, Alfred reçoit la soumission de « tous les Anglais qui n'étaient pas soumis aux Danois ». L'alliance entre la Mercie et le Wessex est scellée par le mariage d'Æthelred avec Æthelflæd, la fille aînée d'Alfred. Elle apparaît pour la première fois sur une charte de son mari en 887, mais Simon Keynes estime possible que les noces aient eu lieu deux ou trois ans plus tôt et Maggie Bailey considère qu'au sein de la fourchette 882-887, l'occupation de Londres en 886 constitue le contexte politique le plus vraisemblable pour le mariage. Æthelred est sans doute beaucoup plus âgé que sa femme. Ils ont une fille, Ælfwynn, qui est leur seul enfant selon le chroniqueur du XIIe siècle Guillaume de Malmesbury. Dans le testament d'Alfred, établi dans les années 880, Æthelred se voit léguer une épée d'une valeur de 100 mancus.

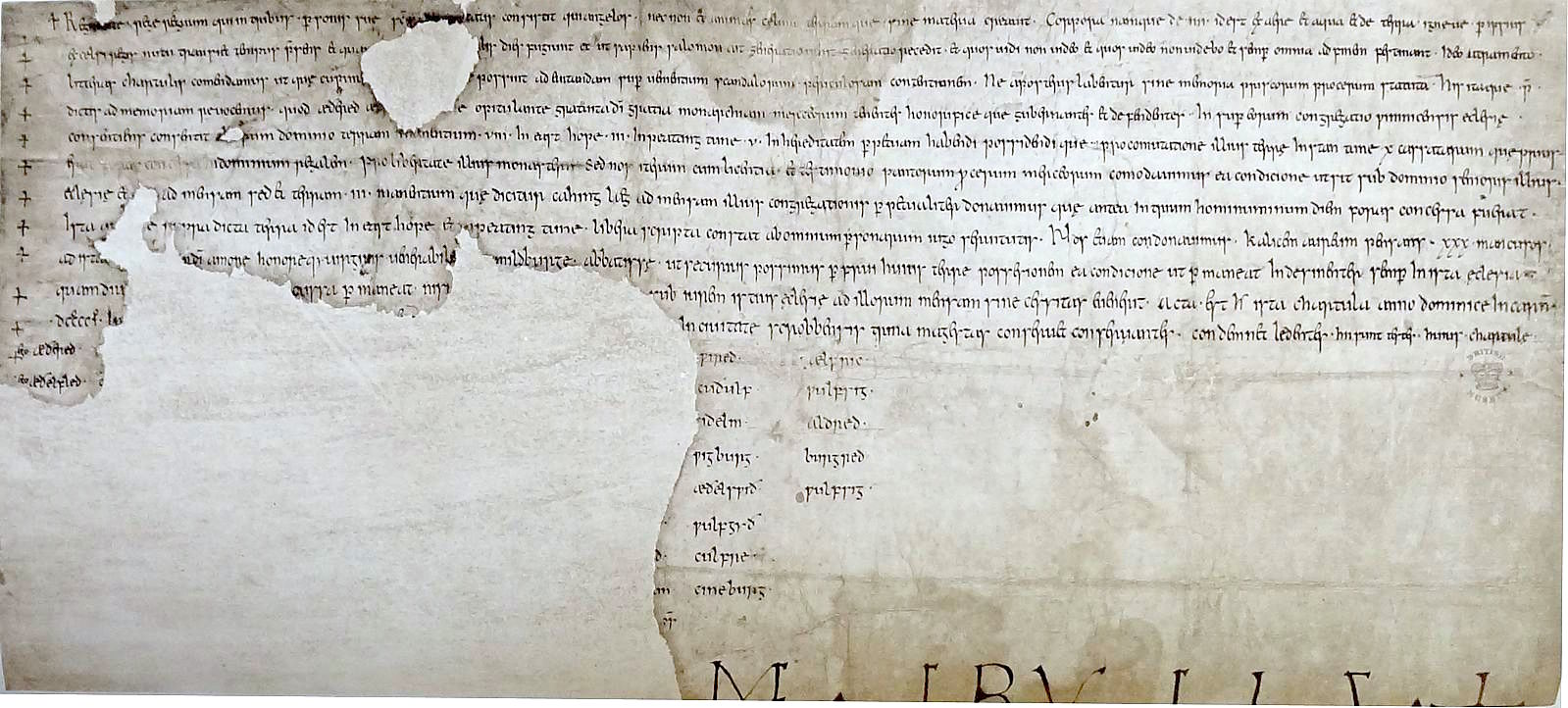
La charte de 901 d'Æthelred et Æthelflæd à l'abbaye de Much Wenlock. C'est la seule de leurs chartes dont subsiste un exemplaire original.

Les chartes d'Æthelred et Æthelflæd témoignent de leur soutien aux communautés religieuses de Mercie. En 883, ils exonèrent l'abbaye de Berkeley des paiements en nature dus au roi (le feorm). En 887, ils confirment les terres détenues par l'abbaye de Pyrton, dans l'Oxfordshire. En 901, ils accordent des terres à l'abbaye de Much Wenlock et offrent également au monastère un calice en or d'une valeur de 30 mancus en l'honneur de sa fondatrice Mildburh. En 903, ils négocient le retour d'un ancien domaine monastique que les évêques de Worcester tentent de récupérer depuis les années 840 et l'évêque Werferth souligne le rôle crucial joué par Æthelred à cette occasion,.
La ville de Gloucester semble avoir été le siège du pouvoir d'Æthelred et Æthelflæd. Ils y fondent avant l'an 900 une nouvelle église dédiée à saint Pierre. En 909, un raid mené par des troupes merciennes et ouest-saxonnes permet aux Anglais de récupérer les ossements du roi-saint northumbrien Oswald, conservées jusqu'alors à l'abbaye de Bardney, dans le Lincolnshire. Ces reliques sont transférées dans l'église fondée par Æthelred et Æthelflæd à Gloucester, qui prend dès lors le nom de prieuré Saint-Oswald. Tous deux y sont inhumés, ce qui incite l'historien Martin Ryan à décrire le prieuré comme une nouvelle nécropole royale mercienne pour remplacer celle de Repton, détruite par les Vikings.

### Campagnes contre les Vikings
Æthelred participe en 892 à la défense de l'Angleterre contre l'arrivée de deux armées vikings. Lorsque les fils du chef danois Hastein sont capturés par les Anglais, ce dernier obtient leur libération car ils ont reçu le baptême avec Alfred et Æthelred comme parrains,. 
En 893, Æthelred lève des troupes à Londres pour accompagner Édouard, le fils d'Alfred, dans sa campagne contre les Vikings à Thorney, dans le Buckinghamshire. Étant trop peu nombreux pour les affronter, les Anglais laissent les troupes vikings quitter l'île. Plus tard la même année, une armée viking plus importante partie de l'Essex traverse la Mercie en direction de la frontière galloise, poursuivie par Æthelred à la tête de forces merciennes et ouest-saxonnes. Avec l'aide de troupes galloises, les Anglais forcent les Vikings à combattre à Buttington, près de la Severn. Pour l'historien Alfred P. Smyth, la bataille de Buttington constitue « l'affrontement décisif de la guerre » entre Anglo-Saxons et Vikings. Marios Costambeys souligne que les Vikings parviennent à s'échapper pour rejoindre leur base de l'Essex. 
L'armée viking finit par se disperser en 896. Durant la majeure partie de ces quatre années de guerre, Alfred passe le plus clair de son temps à défendre le Devon. Richard Abels considère que les principaux succès anglais de cette campagne sont à mettre au crédit de son fils Édouard et de ses ealdormen, au premier rang desquels Æthelred.

### Dernières années

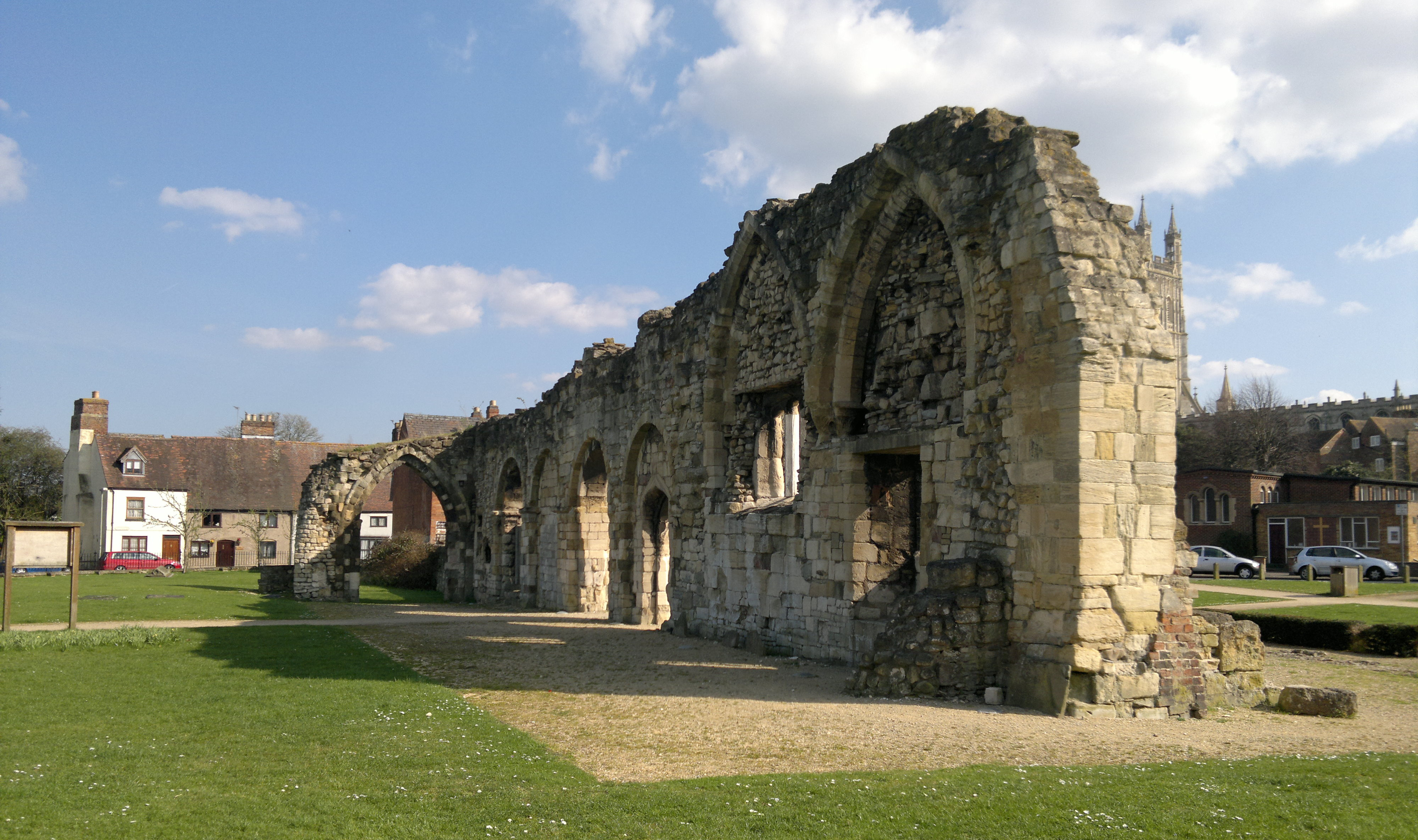
Les ruines du prieuré Saint-Oswald de Gloucester.

Trois ealdormen de rang inférieur à Æthelred sont attestés en Mercie dans les dernières années du IXe siècle : Æthelwulf (oncle maternel d'Æthelflæd) dans l'ouest et peut-être le centre ; Alhhelm à la frontière du nord du Danelaw ; et Æthelfrith dans le sud et l'est. Pour Simon Keynes, ce dernier serait un Ouest-Saxon nommé par Alfred pour veiller à ses intérêts dans la région. Tandis qu'Æthelwulf et Alhhelm disparaissent des sources après le tournant du siècle, il est possible qu'Æthelfrith soit devenu le second d'Æthelred durant la maladie de ce dernier.
Pour certains historiens, Æthelred est en effet victime dans les dernières années de sa vie d'une maladie qui l'empêche d'exercer le pouvoir. Cyril Hart et Maggie Bailey estiment qu'il est en incapacité à partir de 902. Dans le « Registre mercien » (une variante de la Chronique anglo-saxonne produite en Mercie), les opérations militaires qui prennent place à partir de cette date sont dirigées par Æthelflæd, seule ou en liaison avec son frère Édouard,. Les Annales fragmentaires d'Irlande suggèrent également qu'Æthelflæd prend le relais de son mari souffrant à partir de 902. Il assiste pourtant à une assemblée en 903 aux côtés d'Édouard, d'Æthelflæd et d'Ælfwynn. Simon Keynes et Martin Ryan ne font quant à eux aucune référence à d'éventuels problèmes de santé d'Æthelred,. 
Guillaume de Malmesbury rapporte que le fils aîné d'Édouard, Æthelstan, est envoyé à la cour d'Æthelred et Æthelflæd pour y être éduqué après le remariage de son père, vers 900. À la mort d'Édouard, en 924, Æthelstan est immédiatement reconnu comme son successeur en Mercie, alors que le Wessex ne l'accepte qu'après la mort de son rival Ælfweard. L'année suivante, Æthelstan octroie des privilèges au prieuré Saint-Oswald de Gloucester « en accord avec un serment de piété paternelle prêté autrefois à Æthelred, ealdorman du peuple des Merciens ».
Æthelred meurt en 911. Michael Livingston propose qu'il ait participé à la campagne northumbrienne d'Édouard en 909 et qu'il soit mort de blessures reçues à la bataille de Tettenhall, en 910. Sa veuve Æthelflæd continue à gouverner avec le titre de « dame des Merciens », mais Édouard prend le contrôle des villes de Londres et d'Oxford à cette occasion. Après la mort d'Æthelflæd, en 918, leur fille Ælfwynn lui succède brièvement avant qu'Édouard n'annexe la Mercie à son royaume.

## Statut
Le statut d'Æthelred est incertain et son titre varie dans les sources d'époque comme chez les historiens contemporains. Comme l'écrit Pauline Stafford, « la domination d'Alfred sur le seigneur des Merciens Æthelred dans les années 890 est tout aussi discutable aujourd'hui qu'elle l'était à l'époque ». Les monnaies frappées en Mercie de son temps ne portent pas son nom (contrairement à celles de son prédécesseur Ceolwulf II, le dernier à avoir été indiscutablement roi de Mercie), mais celui d'Alfred puis d'Édouard, les rois du Wessex. Pourtant, Æthelred émet des chartes en son nom propre, ce qui constitue une prérogative royale. En règle générale, les sources ouest-saxonnes le qualifient d'ealdorman (comme le manuscrit A de la Chronique anglo-saxonne) ou de comte (comme Asser), afin de mettre l'accent sur la soumission de la Mercie au Wessex, tandis que les sources merciennes l'appellent plutôt « seigneur des Merciens ». Il est parfois qualifié de « roi de Mercie » dans les sources galloises ou irlandaises,. À la fin du Xe siècle, le chroniqueur Æthelweard lui donne du « roi des Merciens » dans son annale pour l'année 893, mais il note sa mort en 911 en tant que « seigneur des Merciens ». Il est possible que l'autorité d'Édouard sur la Mercie ait été moindre que celle de son père. Dans les chartes d'Édouard, Æthelred et Æthelflæd apparaissent comme ses vassaux, mais leurs propres chartes ne font aucune allusion à un suzerain et emploient des expressions qui décrivent leur pouvoir comme équivalent à celui d'un roi et d'une reine.
Pour Ann Williams, « Æthelred se comporte davantage comme un roi de Mercie que comme un ealdorman, bien qu'il ait reconnu la suzeraineté ouest-saxonne ». Nick Higham considère que « la description celtique d'Æthelred et Æthelflæd comme roi et reine offre un point de vue alternatif et tout aussi valable de la situation politique complexe d'un État anglais en gestation, ».
Simon Keynes adopte le point de vue opposé : il considère Alfred comme le fondateur d'un « royaume des Anglo-Saxons » unifié dont son fils Édouard hérite, tandis qu'Æthelred ne gouverne la Mercie qu'en tant que vassal de ces deux rois. Il souligne que le roi gallois Anarawd ap Rhodri se soumet à Alfred dans les mêmes termes qu'Æthelred, promettant « obéissance en tous points à la volonté du roi ». Il nuance cependant son point de vue :

« Æthelred agit la plupart du temps avec la permission du roi Alfred ou en collaboration avec lui, mais il lui arrive également d'agir indépendamment de lui à l'occasion. Bien qu'il soit parfois décrit comme simple dux, ou ealdorman, son statut est clairement différent de celui des autres duces, avec des allusions à la grâce divine qui suggèrent une quasi-royauté. Autrement dit, il ne fait aucun doute que les Merciens considèrent leur souverain comme le successeur légitime des rois de jadis et leur pays comme un royaume possédant son identité propre. Cependant, il est tout aussi clair que c'est dans un monde alfrédien qu'évolue Æthelred. »

## Postérité
Æthelred apparaît dans les Histoires saxonnes de Bernard Cornwell, série de romans historiques se déroulant sous le règne d'Alfred le Grand et de ses successeurs, ainsi que dans la série télévisée The Last Kingdom qui en est adaptée. Il y est interprété par Toby Regbo